# Sanford (wulkan)
Sanford – wygasły wulkan tarczowy w Górach Wrangla, na Alasce (USA).
Ma wysokość 4949 m n.p.m.